# Stella
För andra betydelser, se Stella (olika betydelser).

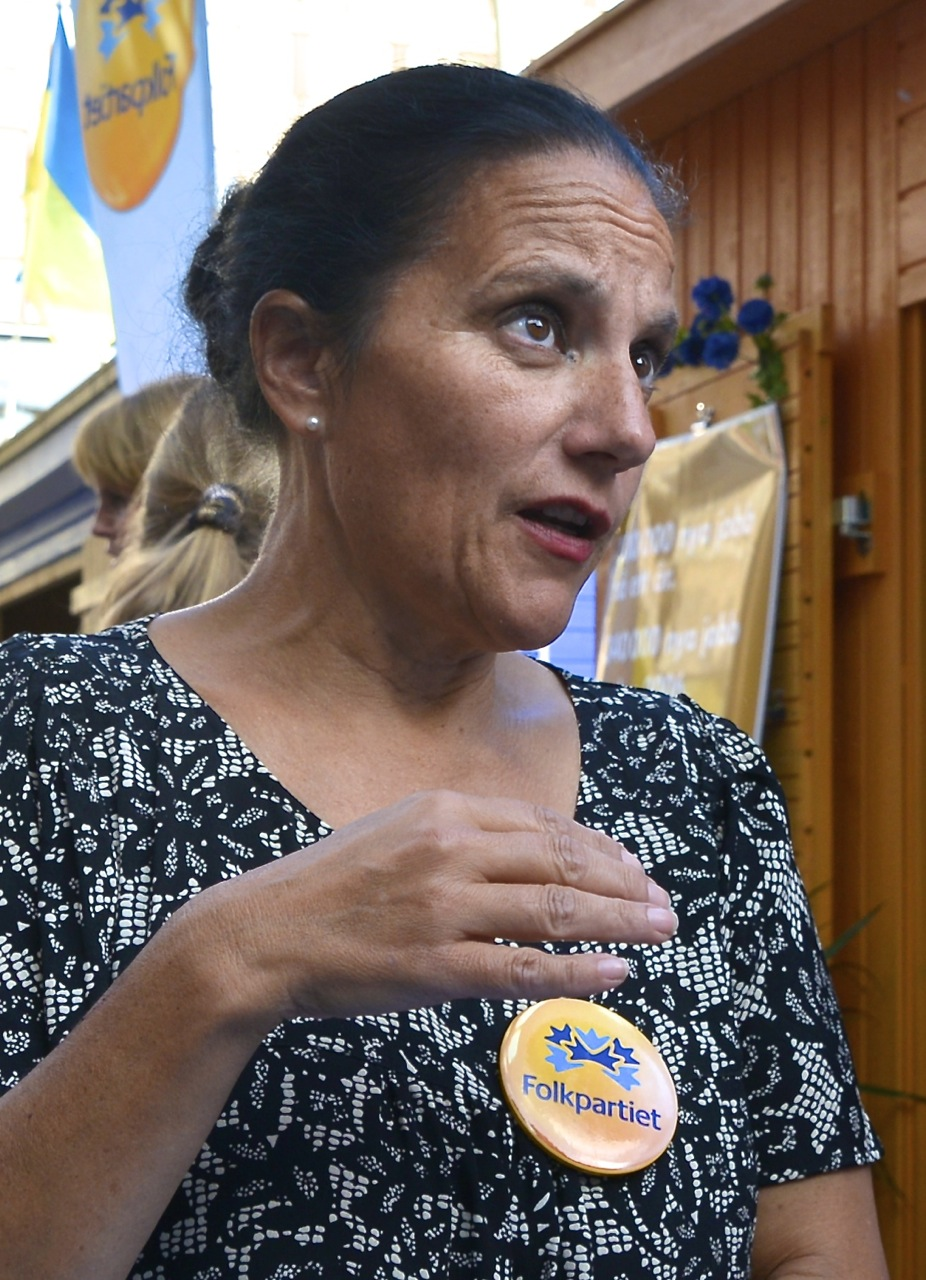
Stella Fare, 2014.

Kvinnonamnet Stella är ett ganska nyligen konstruerat namn. Det användes bland annat i ett skådespel av Goethe och kommer från det latinska ordet för "stjärna". Namnet kom in i den svenska almanackan 1901 och ersatte då Vårfrudagen som var ägnad åt firandet av jungfru Marias himmelsfärd.
Namnet har egentligen aldrig varit riktigt vanligt, men populariteten har ökat något sedan början på 1990-talet och speciellt efter sekelskiftet och finns nu bland de 100 vanligaste namnen. 31 december 2009 fanns det totalt 3 683 personer i Sverige med namnet Stella, varav 2 901 med det som tilltalsnamn. År 2003 fick 158 flickor namnet, varav 133 fick det som tilltalsnamn.
Namnsdag: i Sverige den 15 augusti. I den finlandssvenska namnsdagslängden har Stella namnsdag 16 oktober sedan 1989. Före det hade Stella namnsdag 18 oktober 1929–1988.

## Personer med namnet Stella
- Stella Adler, amerikansk skådespelare
- Stella Bondesson, svensk artist
- Stella Fare, svensk politiker
- Stella McCartney, brittisk designer
- Stella Parton, amerikansk countrysångerska